# Mr. Children (cronología)
Este artículo contiene gran parte de la cronología de la banda japonesa Mr. Children, si quiere saber más acerca de esta banda, vea el artículo principal.
La banda japonesa Mr. Children tiene una carrera muy extensa y con varios hitos importantes, por lo cual esta cronología de la banda puede ayudar a comprender porque esta banda tiene gran popularidad en Japón y en otros países de Asia.
Esta cronología abarca desde el año 1992 al 2006, incluyendo algunos sucesos futuros y anunciados para un futuro cercano. Se incluye en esta cronología las fechas de sus lanzamientos y de los inicios de los Tours e hitos focalizados.

## 1992
10 de Mayo: Sale a la venta su primer álbum llamado EVERYTHING
17 de Mayo: Se realiza el concierto TOYS BOX en el Hibiya Teatre Hall.
19 de Mayo: Comienza el primer tour de la banda llamado everything TOUR '92. (9 Lugares Visitados con 9 Conciertos)
25 de mayo: Se realiza su primer live masivo en el Nisshin power station de Shinjuku.
21 de Agosto: Lanzan su primer sencillo llamado Kimi ga Ita Natsu, obteniendo una gran rotación en la radio FM802 de Osaka.
26 de Septiembre: Termina el tour your everything TOUR '92. (11 Lugares Visitados con 12 conciertos.)
4 de octubre: Se realiza el segundo love en el Nisshin power station
1 de diciembre: Se lanzan simultáneamente el segundo single de la banda Dakishimetai y su segundo álbum KIND OF LOVE.
5 de Diciembre: Niji ni Kanata e es usado como opening de la serie animada Shonan Bakusozoku
7 de Diciembre: Comienza el Kind of Love TOUR '92- '93 (9 Lugares Visitados con 10 conciertos.)

## 1993
1 de Julio: Se lanza el tercer single de la banda llamado Replay. Es usado como comercial de Glico Potsuki.
25 de Julio: Osaka international exposition commemoration park to you perform 93 SUMMER EVENT in the start.
1 de Septiembre: Se lanza al mercado el tercer álbum de la banda llamado VERSUS.
23 de Septiembre: Comienza el Versus TOUR '93. (9 Lugares Visitados con 9 conciertos.)
10 de noviembre: Se lanza CROSS ROAD, el cuarto single de la banda, que es opening de la novela "Dousoukai".

## 1994
12 de Enero: Se realiza el Special Concert'94 en el Shibuya Public Hall.
1 de Junio: Se lanza el quinto single de la banda, innocent world, usado como tema de fondo en los comerciales de la bebida Aquarius
1 de Septiembre: Se lanza el álbum Atomic Heart al mercado. Se mantiene por dos semanas como primer lugar en ventas de álbumes.
18 de Septiembre: Comienza el 94 TOUR INNOCENT WORLD (24 Lugares Visitados con 27 conciertos.).
10 de Octubre: Es lanzado el sexto single de la banda, llamado Tomorrow never knows, usado como opening de la novela Wakamono no Subete.
1 de Diciembre: Mr. Children participa en el Act Against AIDS.
12 de Diciembre: Es lanzado el séptimo single de la banda, llamado everybody goes -Chitsujo no Nai Gendai ni Drop-Kick-
31 de Diciembre: Mr.Children gana el 31st Japanese record grand prix con el tema innocent world.

## 1995
7 de enero: Comienza el '95 TOUR Atomic Heart. (10 Lugares Visitados con 21 conciertos.).
23 de Enero: Es lanzado el sencillo Kiseki no Hoshi el cual fue hecho por Kuwata Keisuke (Vocalista de SAS) y Mr.Children.
18 de Abril: Se realiza el UFO Acoustic Revolution with Orchestra junto a Kuwata Keisuke.(3 Lugares Visitados con 12 conciertos.)
10 de Mayo: Es lanzado el octavo single de la banda llamado [es] ~Theme of es~. Usado para promocional la película [es] ~Mr.Children in FILM~ y como opening de la novela Wakamono no Subete.
3 de Junio: Es lanzada la película [es] Mr.Children in FILM en conjunto con Toho Co.
16 de julio: Se realiza el ~Hounen Mansaku~ summer tour [ku:]. (11 Lugares Visitados con 18 conciertos.).
8 de Agosto: Es lanzado el noveno single de la banda, llamado See-Saw Game ~Yuukan na Koi no Uta~. Las ventas de este single fueron donadas para las víctimas del terremoto de Kōbe.
1 de diciembre: Mr.Children participa en el Act Against AIDS '95 realizado en Taipéi.
15 de Diciembre: Es lanzada la película [es] Mr.Children in FILM en VHS
25 de Diciembre: Es lanzada la película [es] Mr.Children in FILM en LD

## 1996
5 de Febrero: Es lanzado el décimo single, llamado Namonaki Uta que es usado como opening de la novela Pure.
10 de Abril: Es lanzado el undécimo single, llamado Hana ~Memento-Mori~.
24 de Junio: Sale a la venta el quinto álbum de la banda, llamado Shinkai.
8 de Agosto: Sale a la venta el duodécimo single, llamado Machine Gun Wo Buppanase ~Mr.Children Bootleg~
24 de Agosto: Comienza el TOUR Regress or Progress '96- '97. (12 Lugares Visitados con 55 conciertos.).

## 1997
5 de Febrero: Sale a la venta el decimotercer single, llamado Everything (It's you), usado como opening de la novela Koi no Bakansu.
5 de marzo: Es lanzado el sexto álbum de la banda llamado BOLERO.
23 de Marzo: Termina la primera parte del TOUR Regress or Progress '96- '97 FINAL en el Fukuoka dome.
26 y 27 de Marzo: Termina la segunda parte del TOUR Regress or Progress '96- '97 FINAL en el Tokyo dome.
31 de Marzo: Se realiza el 1997 SECRET LIVE en el Ebisu Garden Hall.
Mr.Children detiene sus actividades "indefinidamente".
25 de Abril: Es lanzado el segundo VHS de la banda, llamado ALIVE Music Video Clips.
23 de Mayo: Es lanzado la versión en LD del VHS ALIVE.
13 de Agosto: Hideya Suzuki (Batería) junto a Keisuke Nakagawa (Bajo), Kenji Fujii de My Little Lover (Guitarra) y Sawao Yamanaka de The Pillows (Voz) forman Hayashi Hideo y participan en el evento ROCK ROCK present realizado en Osaka.
10 de Septiembre: Es lanzado el tercer VHS de la banda, llamado regress or progress '96~'97 DOCUMENT.
8 de Octubre: Es lanzado el cuarto VHS de la banda, llamado regress or progress '96~'97 IN TOKYO DOME.

## 1998
11 de Febrero: Es lanzado el decimocuarto single de la banda, llamado Nishie Higashie, usado como opening de la novela Kira kira Hikaru. (Se tenía pensado lanzar este single bajo un autor falso)
Mr.Children retoma oficialmente sus actividades como banda
21 de Octubre Se lanza el decimoquinto single de la banda llamado Owarinaki Tabi, usado en la novela naguru onna. (Se tenía pensado lanzar este single bajo un autor falso)

## 1999
13 de Enero: Es lanzado al mercado el decimosexto single, llamado Hikari no Sasa Hohue.
3 de Febrero: Sale a la venta el séptimo álbum de la banda, llamado DISCOVERY.
13 de Febrero: Comienza el Mr.Children TOUR '99 "DISCOVERY". (15 Lugares Visitados con 42 conciertos.)
12 de mayo: Sale a la venta el decimoséptimo single, llamado I'LL BE, que es usado como tema de fondo en los comerciales de SEA BREEZE
22 de junio: En el local ZEPP Sapporo se realiza un Special Live.
8 de Septiembre Es lanzado el octavo álbum de la banda llamado 1/42. Este álbum fue lanzado como edición limitada, solo se publicaron 500.000 de este álbum y contiene la grabación del concierto realizado en ZEPP Saporo.

## 2000
13 de Enero: Sale a la venta el decimoctavo single llamado Kuchibue.
9 de Septiembre: Sale a la venta el decimonoveno single llamado NOT FOUND, que es usado como opening de la novel BUS STOP.
27 de Septiembre: Sale a la venta el noveno álbum de la banda, llamado Q
1 de Noviembre: Se realiza el evento Father&Mother SPECIAL LIVE "Q", a este solo pudieron asistir los miembros del Fan Club oficial de la banda llamado Father&Mother, fue realizado en Akasaka.
12 de Noviembre: La banda participa en el Showa Women's University school festival.
14 de Noviembre: Comienza el Mr.Children Concert TOUR Q (13 Lugares Visitados con 35 conciertos.)

## 2001
30 de Abril: Sakurai participa en el especial ZERO LANDMINE hecho por la TBS
11 de Julio: Sale al mercado los dos compilados de Grandes Éxitos de la banda, llamados Mr. Children 1992-1995 y Mr. Children 1996-2000.
14 de Julio: Comienza el tour Mr.Children CONCERT TOUR "POP SAURUS". (10 Lugares Visitados con 15 conciertos.).
4 de Agosto: La banda participa en el ROCK IN JAPAN FES '01.
22 de Agosto: Son lanzados simultáneamente el vigésimo single llamado Yasashii Uta, usado como tema de fondo el nlos comerciales de Asahi "WONDA" junto con las versiones en VHS y DVD del Mr.Children Concert Tour Q 2000~2001.
9 de Octubre: Sakurai, Tahara y Kobayashi forman la banda Acid-Test y participan en el evento John Lennon Super Live
7 de Noviembre: Sale al mercado el vigésimo primer sencillo de la banda, llamado youthful days, el cual es usado como opening de la novela Antique

## 2002
1 de Enero: Se lanzan conjuntamente el vigésimo segundo single de la banda, Kimi ga Suki, usado como Ending de la novela Antique, y las versiones en VHS y DVD del CONCERT TOUR "POP SAURUS" 2001.
10 de Mayo: Es lanzado el décimo álbum de la banda, llamado IT'S A WONDERFUL WORLD.
10 de Julio: Se lanza el vigésimo tercer single de la banda llamado Any. Es usado para los comerciales de NTT DoCoMo group 10TH ANNIVERSARY.
En julio de ese año, Sakurai sufre un infarto cerebral, por el cual la banda interrumpe sus actividades temporalmente.
11 de Diciembre: Se lanza el vigésimo cuarto single de la banda, llamado HERO. Es usado para los comerciales de NTT DoCoMo group 10TH ANNIVERSARY.
21 de Diciembre: Se realiza el concierto Dear Wonederful World ON DEC21 en el Yokohama Arena.

## 2003
26 de Marzo: Se lanza el DVD llamado mr.children wonederful world ON DEC 21.
1 de Septiembre: Tagatame comienza a ser rotado en las radios como tema promocional del nuevo álbum.
17 de Noviembre: Sakurai participa en el Golden Circle vol.05.
19 de Noviembre: Es lanzado el vigésimo quinto single de la banda llamado Tenohira/Kurumi.

## 2004
11 de Marzo: Kurumi, Dirigido por Kouki Tange, recibe el premio como Mejor Video del Año en los SPACE SHOWER Music Video Awards.
7 de Abril: Es lanzado el undécimo álbum de la banda llamado Shifuku no Oto.
23 de Abril: Tagatame comienza ser usado como tema de fondo para los comerciales de Nisshin cup noodle "NO BORDER".
26 de Mayo: Sale al mercado el vigésimo sexto single, llamado Sign. Es usado como opening de la novela Orange Days, novela lanzada el 11 de abril en Japón.
12 de Junio: Comienza el Mr.Children Shifuku no Oto TOUR 2004 (11 Lugares Visitados con 21 conciertos.).
25 de Julio: La banda participa en el festival MEET THE WORLD BEAT '04.
21 de Diciembre: Se lanza al mercado el DVD Shifuku no Oto TOUR 2004.

## 2005
6 de Junio: Se lanza el vigésimo séptimo single de la banda llamado [yozigen] Four Dimensions
16, 17 y 18 de Julio: Se realiza el ap bank fes '05.
23 de Julio: La banda participa en el eventoSETSTOCK '05 realizado en el Parque Acuático de Hiroshima.
30 de Julio: La banda participa en el evento HIGHER GROUND 2005.
23 de Julio: La banda participa en el ROCK IN JAPAN FES.2005 realizado en el Parque Acuático de la prefectura Ibaraki.
21 de Diciembre: La banda participa en el evento SWEET LOVE SHOWER 2005, realizado en el Hibiya Teatre Hall.
21 de Septiembre: Es lanzado el duodécimo álbum de la banda llamado I♥U' (I Love You).
12 de Noviembre: Comienza el tour MR.CHILDREN DOME TOUR 2005 "I♥U". (5 Lugares Visitados con 10 conciertos.)

## 2006
31 de Mayo: Sakurai y GAKU-MC lanzan el sencillo Te Wo Dasuna! que fue la canción publicitaria japonesa de la FIFA World Cup en NTV.
5 de Julio: Se lanza al mercado el 28avo single de la banda, llamado Houki Boshi, es usado como tema de fondo en los comerciales de Toyota y como tema de apertura para las transmisiones de los partidos del mundial por la NTV
26 de Septiembre: Se inicia el Mr. Children & the pillows new big bang tour ~This is Hybrid Innocent~ (6 Lugares Visitados con 7 Conciertos)
11 de octubre: Comienza a ser exhibido en televisión el tema Shirushi como opening de la novela 14 Sai no Haha
15 de noviembre: Se anuncia el lanzamiento del 29avo single de la banda, llamado Shirushi
18 de noviembre: Se anuncia un Live de Kazutoshi Sakurai junto al cantante KAN en el local ZEPP de Osaka

## 2007
24 de Enero: Será lanzado el 30avo single de la banda, llamado Fake.
14 de Marzo: Se espera la salida del 13er álbum de la banda llamado HOME